# 西線11条停留場
西線11条停留場（にしせんじゅういちじょうていりゅうじょう）は、北海道札幌市中央区にある札幌市交通事業振興公社（札幌市電）山鼻西線の停留場である。停留場番号はSC07。山鼻西線の通る福住桑園通と、南11条通との交差点（南11条西14丁目）にある。
冬ダイヤ期間の平日朝ラッシュ時には内回り当停留場止まり、折り返し外回り当停留場始発が設定されている。

## 歴史
- 1931年（昭和6年）11月23日 [5]路線新設に伴い「南11条」の名称で停留場開業（単線）。
- 1951年（昭和26年）
  - 6月28日 南9条 - 当停留場間複線化。
  - 10月5日 当停留場 - 南16条間複線化。
- 1958年（昭和33年）11月15日 「西線11条」に改称[6]。
- 2001年（平成13年）4月1日 停留場名のひらがな・ローマ字表記を「にっせん-（Nissen-）」から「にしせん-（Nishisen-）」に変更。
- 2015年（平成27年）4月1日 停留場番号を設定[7]。
- 2023年(令和5年)11月16日　平日朝ラッシュ時の当駅折り返し始発列車が2本から1本に減便となる。

## 停留場構造
2面2線の対向式。交差点を挟んで北側に内回り（西線14条方面）、南側に外回り（西線9条旭山公園通方面）の乗り場があり、安全地帯が設けられている。安全地帯にはロードヒーティングが施され、上屋が設置されている。

## 停留場周辺
- 中央区幌西まちづくりセンター
- 南警察署幌西交番
- 札幌南十一条郵便局
- ハローワーク札幌
- 空知総合振興局札幌建設管理部
- 岡田設計
- 大成湯
- ジェイ・アール北海道バス（琴似営業所）「南11条西16丁目」停留所[8]
- 北都交通「南11条西14丁目」停留所（休止中[9]）[10]
- ラルズスーパーアークス 山鼻店
- ラルズマート 啓明店

## 隣の停留場
札幌市交通事業振興公社
山鼻西線
西線9条旭山公園通停留場 (SC06) - 西線11条停留場 (SC07) - 西線14条停留場 (SC08)